# Дімо Сяров
Дімо Сяров (болг. Димо Сяров); нар. 1 жовтня 1888 — пом. 4 серпня 1965, Софія — болгарський письменник, драматург, син емігранта з української Бессарабії.

## Біографія
Народився 1 жовтня 1888. Закінчив економічний факультет у Цюриху, Швейцарія. Доктор політичної економії.
Займав посаду офіцера резерва під час Першої світової війни. Лейтенант в складі 34-го піхотного полку. Після важкої травми в боях при Дойрані мав проблеми зі слухом.

## Творчість
Літературна робота розпочалася з романів «Песента на Пана» (1914) і «Чарівне Королівство» (1920). Продовжилася — «Дзвони святого Климента» (1929), «Чемпіон світу Нікола Петров» (1951), «Трапеція смерті» (1959). Він писав оповідання, нариси і подорожні нотатки: «Юнгфрау» (1938), «Око Болгарії» (1942), «Для тебе, Біле море» (1942). Член Союзу болгарських письменників.